# Epirhyssa chrysitis
Epirhyssa chrysitis là một loài tò vò trong họ Ichneumonidae.